# Большой Пызмасс
Большой Пызмасс — деревня в Павинском районе Костромской области. Входит в состав Павинского сельского поселения

## География
Находится в северо-восточной части Костромской области на расстоянии приблизительно 3 км на запад по прямой от села Павино, административного центра района.

## История
В XIX веке деревня находилась на территории Никольского уезда Вологодской губернии. В 1859 году здесь было учтено 3 двора.

## Население
Численность постоянного населения составляла 22 человека (1859 год), 28 в 2002 году (русские 96 %), 29 в 2022.